# Fabrizio Franzoni
Fabrizio Franzoni (Montichiari, 12 marzo 1985) è un rugbista a 15 italiano che milita come mediano di mischia.

## Biografia
Nato e cresciuto sportivamente nel Calvisano, con la maglia giallonera ha conquistato uno Scudetto e un Trofeo Eccellenza.
Nell'estate del 2012 si trasferisce al Botticino.

## Palmarès
- Campionati italiani: 1
Calvisano: 2011-12
- Trofei Eccellenza : 1
Calvisano: 2011-12